# Gil Elvgren
Gil Elvgren (nacido Gillette Alexander Elvgren; Saint Paul, Minnesota; 15 de marzo de 1914-29 de febrero de 1980) fue un pintor estadounidense de chicas pin-up, publicidad e ilustración. Fue uno de los más importantes artistas de pin-up y glamur del siglo XX. Hoy en día es más conocido por sus pinturas de pin-up para Brown & Bigelow. Estudió en la Academia Americana de Arte.

## Biografía
Después de graduarse del bachillerato, comenzó a estudiar en el Instituto de Arte de Mineápolis. Posteriormente se trasladó a Chicago para estudiar en la Academia Americana de Arte. Se graduó en la Academia durante la gran depresión a la edad de veintidós años. Se unió al equipo de artistas en Stevens y Gross, la agencia de publicidad más prestigiosa de Chicago. Se convirtió en un protegido del talentoso artista Haddon Sundblom.

## Trayectoria artística
Era un clásico ilustrador estadounidense, pudo retratar la mujer ideal, pero no se limitó a la industria del calendario pin-up. Fue fuertemente influenciado por los primeros ilustradores de «chica bonita», tales como Charles Dana Gibson, Andrew Loomis y Howard Chandler Christy. Otras influencias incluyeron la escuela de Brandywine fundada por Howard Pyle.
En 1937, Gil comenzó a pintar calendarios pin-up para Louis F. Dow, una de las editoriales más importantes de Estados Unidos, mientras tanto creó cerca de 60 obras. Las modelos más habituales para sus pinturas pin-up fueron Kim Novak, Myrna Hansen, Myrna Loy, Arlene Dahl, Donna Reed y Barbara Hale.
Alrededor de 1944, Gil fue abordado por Brown y Bigelow, una firma que sigue dominando el campo de la producción de calendarios y especialidades publicitarias, asociándose con Brown y Bigelow de 1945 a 1972.
Gil no sólo destacó por sus cuadros y gráfica publicitaria, sino que también fue notable fotógrafo profesional . Su talento no acababa ahí , sino que también era un respetado profesor , muchos de cuyos alumnos llegaron a ser artistas  por derecho propio, gracias en parte, al aliento e instrucción de Gil.
Elvgren se convirtió en un éxito comercial. Vivió en varios lugares, y estuvo activo desde 1930 hasta 1970. Entre sus clientes se encontraban de Brown y Bigelow, Coca-Cola, General Electric y Sealy Corporation. Además, durante los años 1940 y 1950 ilustró historias para una gran cantidad de revistas, como The Saturday Evening Post y Good Housekeeping.

## Véase también

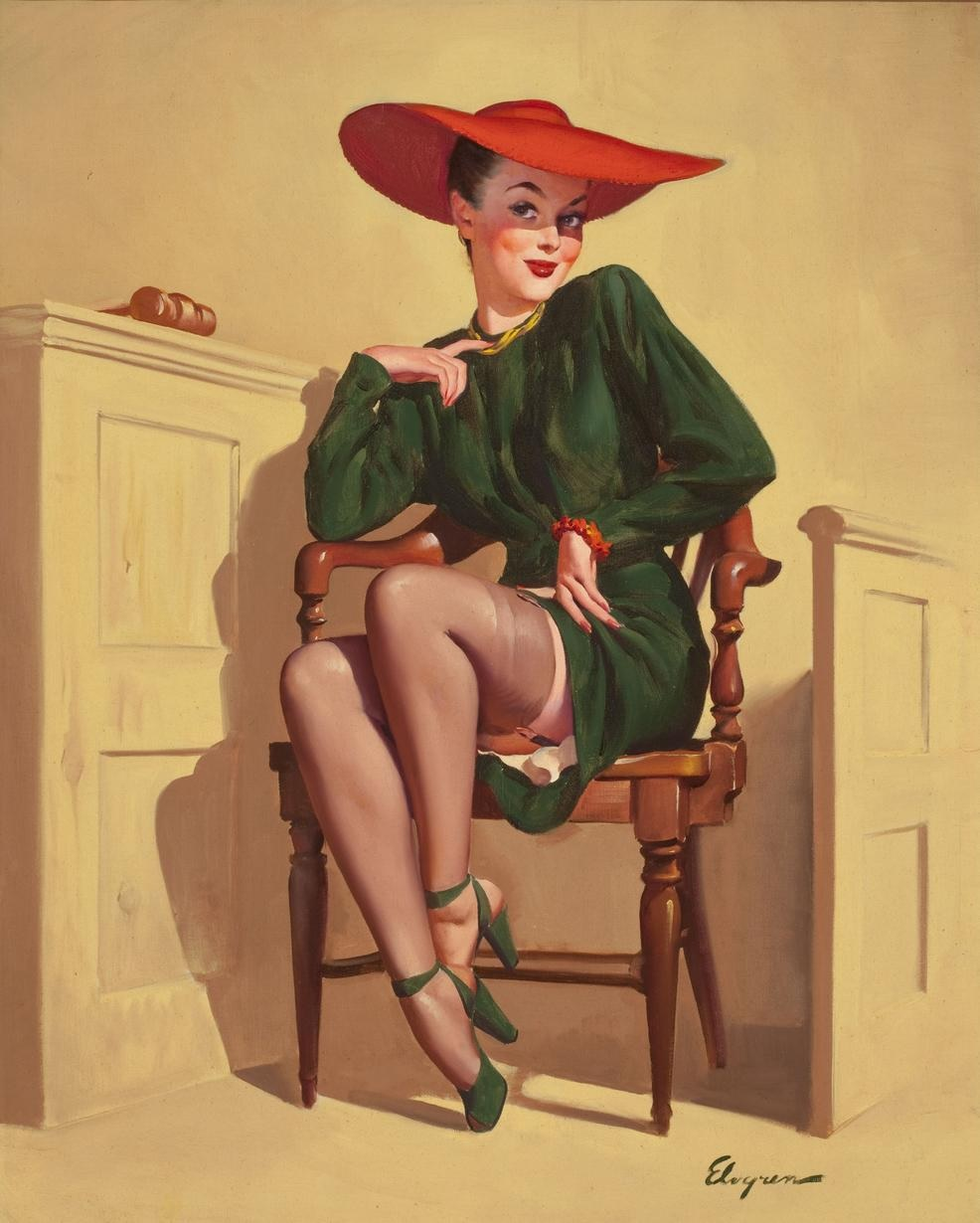
Gil Elvgren «The Verdict Was, Wow!», 1947